# Rockefeller Capital Management
Rockefeller Capital Management ist ein US-amerikanisches Finanzdienstleistungsunternehmen. Es geht bis auf das 1882 von John D. Rockefeller gegründete Family Office Rockefeller & Co. zurück und bietet Vermögensverwaltungs- und Beratungsdienste für vermögende Privatpersonen und Familien, Institutionen und Unternehmen an. Der Hauptsitz befindet sich im International Building zwischen der Fifth Avenue und Rockefeller Plaza in Manhattan.

## Geschichte

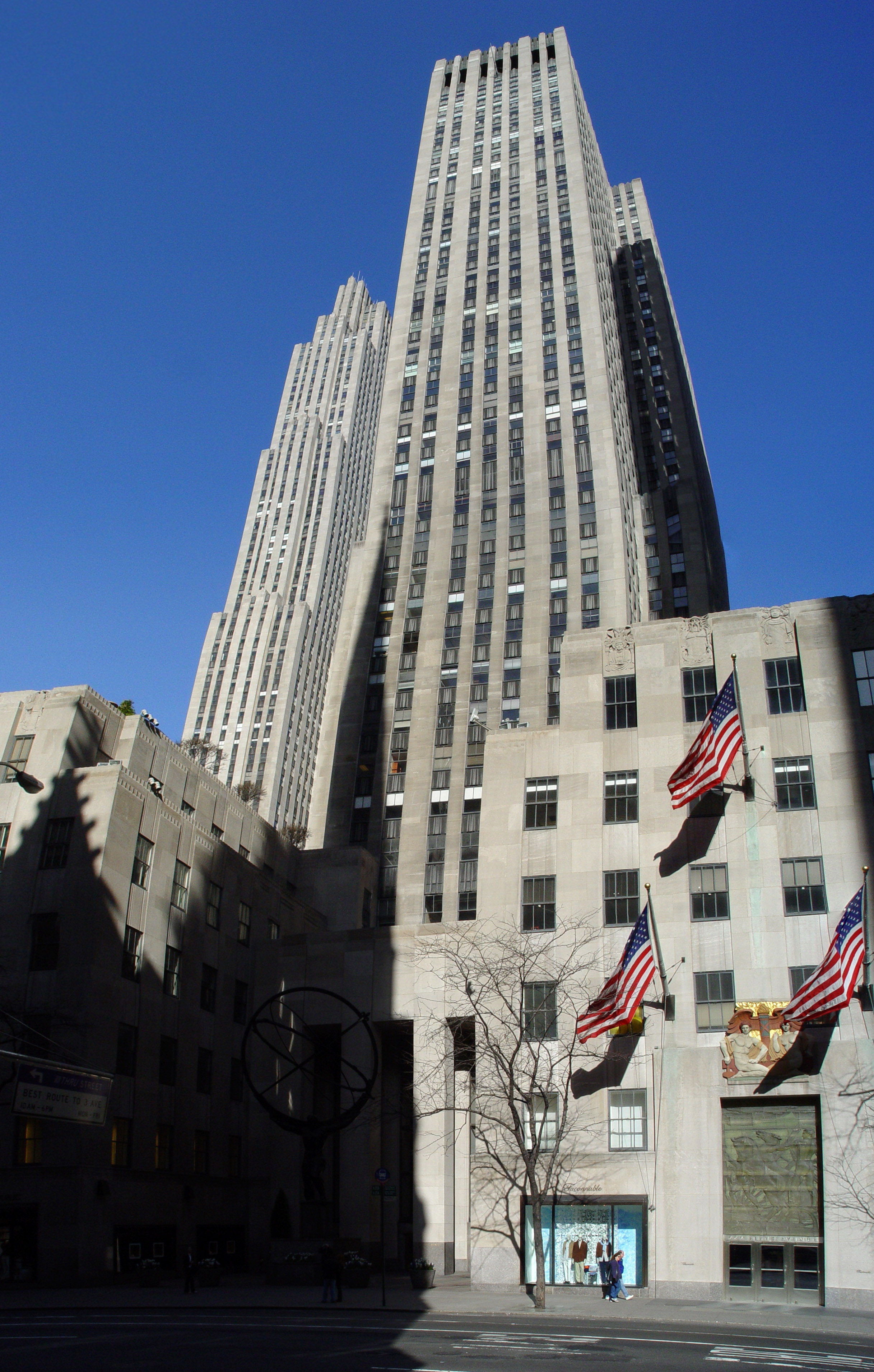
Hauptsitz im International Building in New York City

Das Family Office der Familie Rockefeller wurde 1882 gegründet und war das erste ihrer Art. Diese wurde 1979 zu Rockefeller & Co., ein Multi-Family-Office für Vermögensverwaltung und eine eingetragene Anlageberatungsfirma, die 2010 in Rockefeller Financial umbenannt wurde. 2017 kündigte Viking Global Investors die Übernahme von Rockefeller Financial und die Gründung von Rockefeller Capital Management an. An dem neuen Unternehmen hält die Familie Rockefeller weiterhin eine Minderheitsbeteiligung.
Rockefeller Capital Management nahm seine Tätigkeit im März 2018 auf und rekrutierte aggressiv neue Mitarbeiter an der Wall Street. Erster CEO wurde Greg Fleming, der zuvor für Merrill Lynch und Morgan Stanley gearbeitet hatte.
Im März 2018 trat Rockefeller Asset Management der Finanzinitiative des Umweltprogramms der Vereinten Nationen bei und erklärte seine Absicht, ein konzentriertes langfristiges Portfolio aufzubauen, das den Schwerpunkt auf Umwelt-, Sozial- und Governance-Faktoren (ESG) legt. Im Mai 2019 legte das Unternehmen zwei ESG-Investmentfonds auf: den Rockefeller US ESG Equity Fund und den Rockefeller Global ESG Equity Fund, einen in Europa domizilierten OGAW-Fonds.
2022 verfügte Rockefeller Capital Management bereits über 40 Niederlassungen in den Vereinigten Staaten und eine Niederlassung in London, die im Rahmen der Europaexpansion 2021 eröffnet wurde. Im Jahr 2022 verwaltete das Unternehmen in seinen drei Geschäftsbereichen ein Kundenvermögen von über 90 Milliarden US-Dollar.
Im April 2023 erhielt das Unternehmen eine Investition in Höhe von 622 Millionen Dollar von dem kanadischen Investmentmanager IGM Financial, einer Tochtergesellschaft der Power Corporation of Canada, die von der kanadischen Familie Desmarais kontrolliert wird, die langjährige Beziehungen zu dem Unternehmen und der Familie Rockefeller unterhält.
Bis Anfang 2025 hatte sich das verwaltete Vermögen auf über 150 Milliarden US-Dollar erhöht.

## Struktur
Rockefeller Capital Management besteht aus drei Divisionen:

### Rockefeller Global Family Office
Bietet eine Vielzahl von Finanzdienstleistungen an, darunter Family-Office-Dienstleistungen, Treuhand- und Treuhanddienstleistungen sowie Vermögensberatung und Strategieberatung.

### Rockefeller Global Investment Banking
Bietet strategische Beratung für vermögende Familien, Family Offices, Einzelpersonen und Unternehmen in Fragen wie Fusionen, Übernahmen, Veräußerungen, Immobilien, Kapitalbeschaffung und Sportfranchises an.

### Rockefeller Asset Management
Ist die Vermögensverwaltungsabteilung des Unternehmens, die Aktien- und Rentenstrategien mit aktiven, passiven Multi-Faktor- und thematischen Ansätzen anbietet.